# Rhopalopterum luteiceps
Rhopalopterum luteiceps är en tvåvingeart som först beskrevs av Curtis W. Sabrosky 1940.  Rhopalopterum luteiceps ingår i släktet Rhopalopterum och familjen fritflugor. Inga underarter finns listade i Catalogue of Life.